# Lemonade Stand
Lemonade Stand è un videogioco gestionale pubblicato nel 1979 per Apple II, che per molti anni è stato incluso tra i software dimostrativi con il computer stesso. Consiste nella gestione di un chiosco informale di limonata, un'attività tradizionale dei ragazzini statunitensi.
Il programma, scritto in BASIC, venne modificato per Apple II da Charlie Kellner nel febbraio 1979, basandosi su un originale creato da Bob Jamison del Minnesota Educational Computing Consortium.
Successivamente ne sono usciti vari rifacimenti e imitazioni, a volte con il titolo semplificato Lemonade; lo stesso MECC lo incluse tra i software educativi per Apple II e per Atari 8-bit.

## Modalità di gioco
Il gioco è basato su messaggi testuali in inglese e input da tastiera, con qualche semplice immagine non interattiva e brevi temi musicali.
A ogni turno di gioco, che corrisponde a un giorno di attività del chiosco, viene mostrato anzitutto il clima giornaliero, che può essere soleggiato, nuvoloso (minore richiesta di limonata) o caldo secco (maggiore richiesta). A seconda del clima appare un'immagine del chiosco con diverso sfondo e diversa musica, ad esempio Summertime per il caldo secco.
Il giocatore deve decidere quante limonate preparare, quanti cartelli pubblicitari piazzare, e a quale prezzo in centesimi di dollaro venderle. Alcuni eventi casuali sono possibili, in particolare se il clima è nuvoloso può piovere, in tal caso non si vende nulla.
Si ottiene infine un rapporto giornaliero con numero di limonate vendute, spese e incassi. Le limonate invendute e le pubblicità non sono riutilizzabili il giorno successivo.
Si comincia con un capitale di 2 dollari e lo scopo è farli fruttare il più possibile; il gioco va avanti indefinitamente, a meno che si vada in bancarotta.
Possono partecipare anche molti giocatori a turni alterni, ma in modo del tutto indipendente, ovvero non c'è alcuna forma di concorrenza o interazione tra di loro.

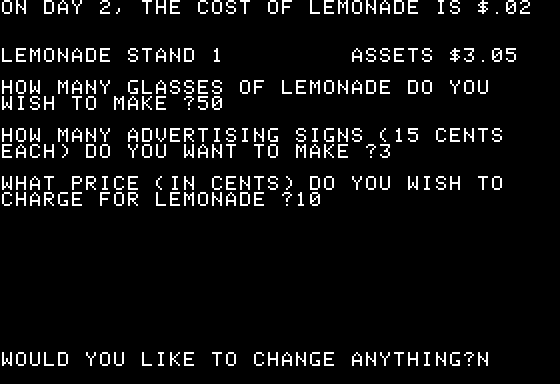
Schermata di scelta dei parametri
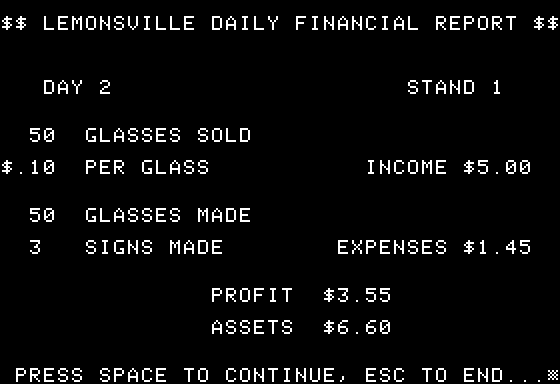
Schermata del rapporto giornaliero